# Khoáng vật học

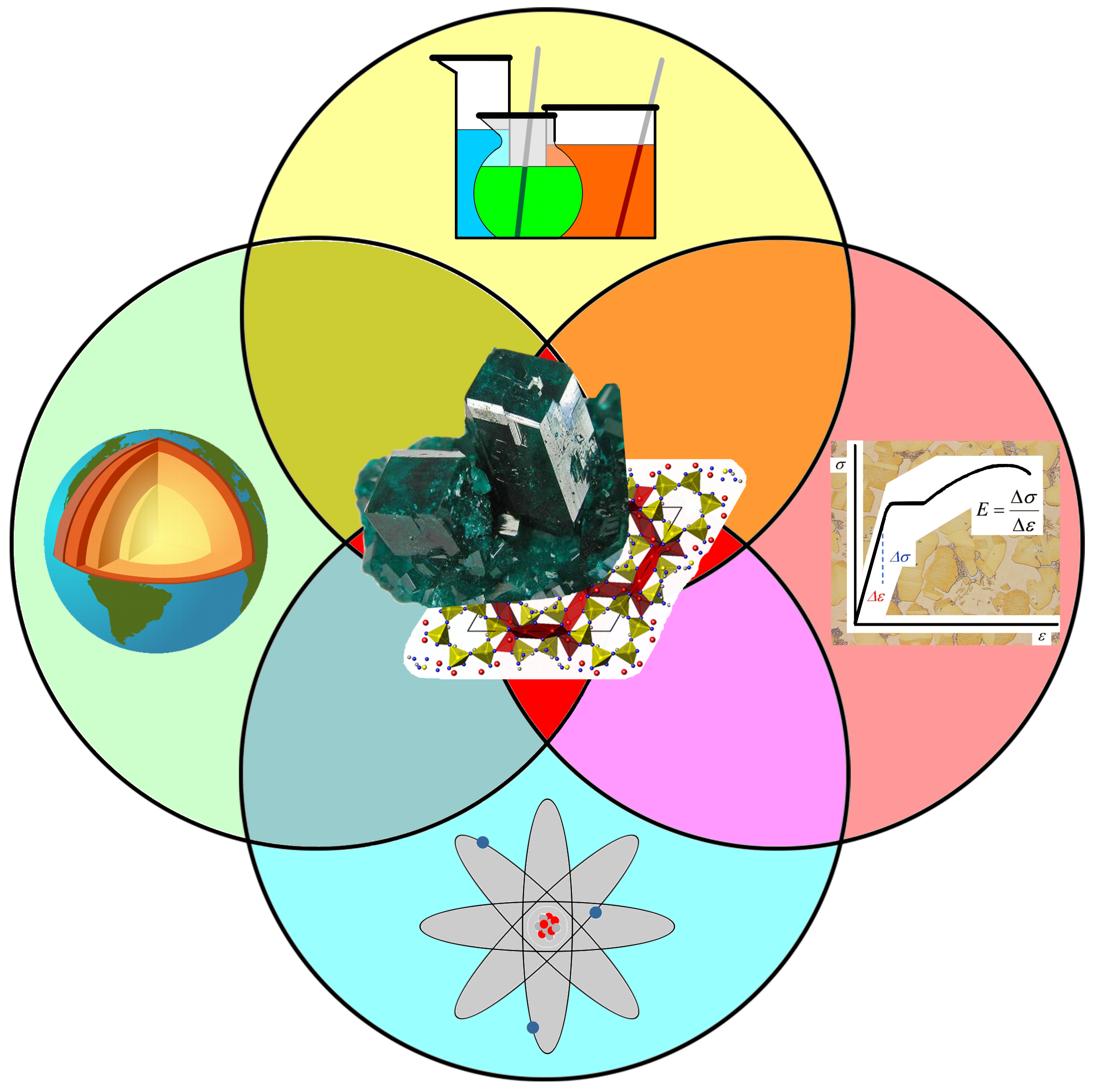
Khoáng vật học là tập hợp của các ngành học liên quan đến hóa học, khoa học vật liệu, vật lý và địa chất.

Khoáng vật học  là môn học thuộc về địa chất được cụ thể hóa trong ngành khoa học nghiên cứu về tính chất hóa học, cấu trúc tinh thể và tính chất vật lý (bao gồm cả tính chất quang học) của khoáng vật và những khoáng vật bị khoáng hóa (artifact). Những chuyên ngành nghiên cứu về khoáng vật học có bao gồm quá trình hình thành và nguồn gốc của khoáng vật, sự phân bố của khoáng vật theo địa lý cũng như là ứng dụng của khoáng vật trong đời sống con người.

## Lịch sử về khoáng vật học

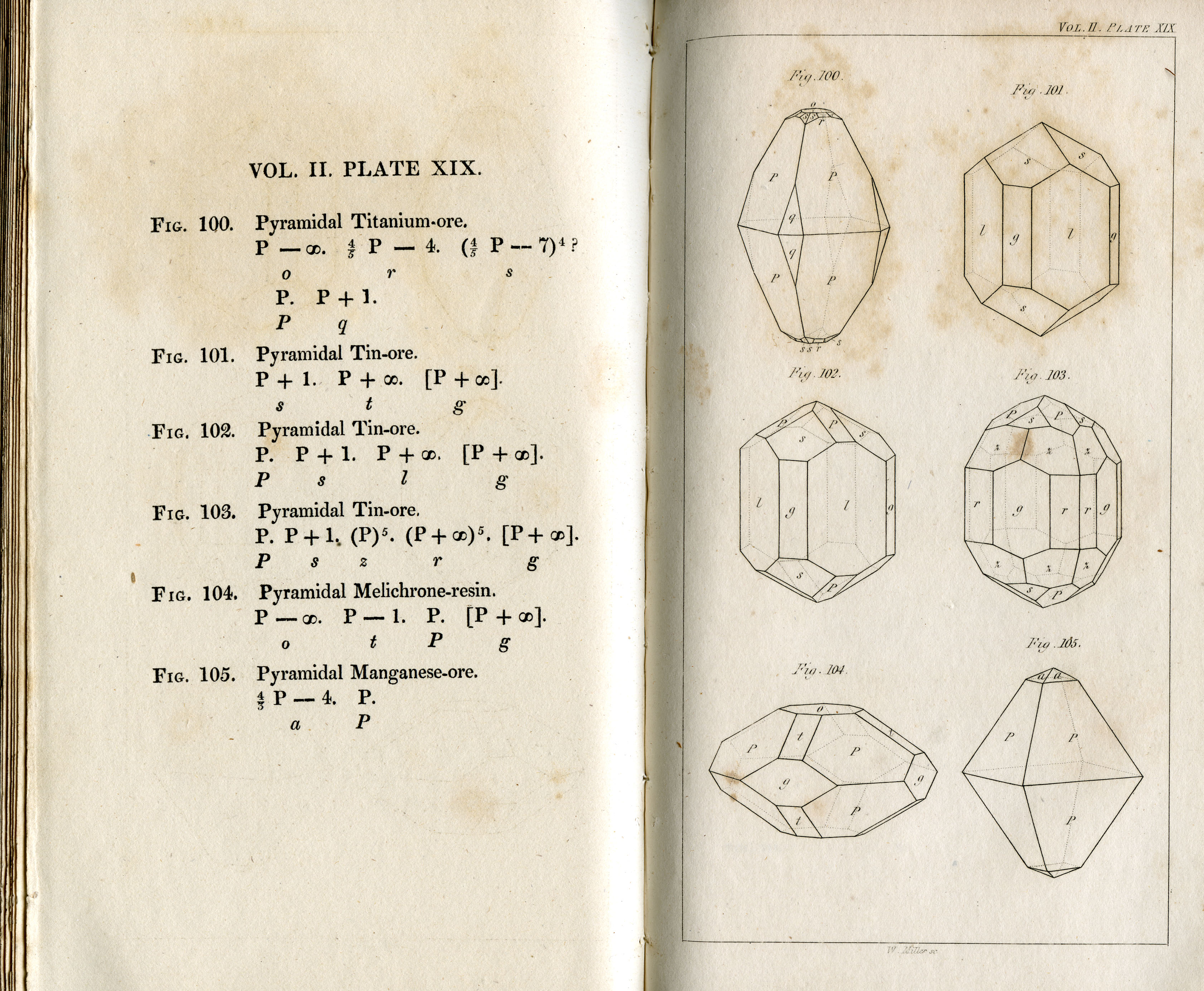
Trang từ Treatise on mineralogy bởi Friedrich Mohs (1825)

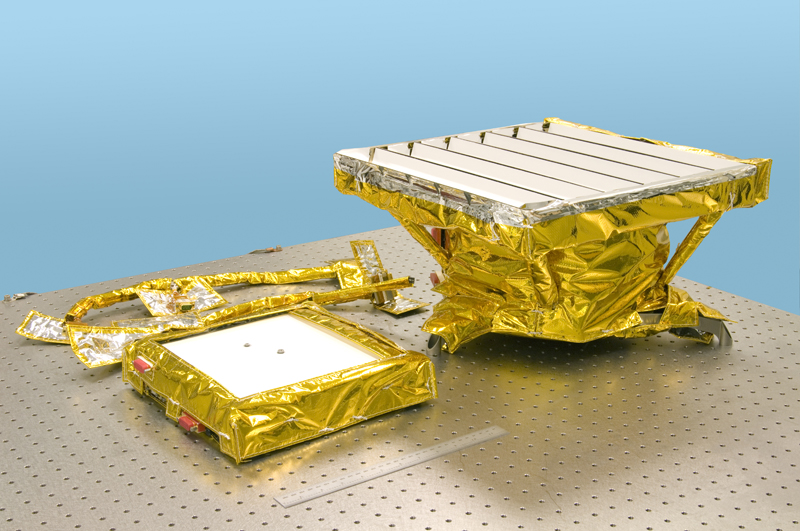
Bản đồ phân bố khoáng vật ở Mặt Trăng (The Moon minerlogy Mapper), một máy quang phổ (Spectrometer) được đặt trên bề mặt của Mặt Trăng

Theo những ghi chép đầu tiên về khoáng vật học, đặc biệt là về ngọc hoặc đá quý và một số loại đá bán quý, đến từ vùng văn hóa Babylonia ở những thời kỳ đầu tiên, nền văn hóa Hy Lạp–La Mã (Greco-Roman) cổ, thời cổ và trung cổ của Trung Quốc, và những ghi chép dưới tiếng Phạn từ Ấn Độ cổ và văn hóa hồi giáo. Sách về môn nghiên cứu bao gồm Lịch sử tự nhiên (Naturalis Historia) của tác giả Pliny the Elder, cuốn sách không những miêu tả về nhiều loại khoáng vật khác nhau mà còn giải thích thêm về một số tính chất đặc trưng của chúng, ngoài ra còn có Kitab al Jawahir (Qyuển sách về những loại đá quý) bởi nhà nghiên cứu khoa học người Ba Tư tên Al-Biruni. Nhà chuyên môn Georgius Agricola ở Đức thời Phục Hưng đã để lại những nghiên cứu chẳng hạn như De re metallica  (On Metals , 1556) và De Natura Fossilium  (On the Nature of Rocks , 1546), chúng đã đưa khoa học tiếp cận đến bộ môn Khoáng vật học. Môn học khoa học về hệ thống khoáng sản và đá được phát triển ở thời Phục Hưng Châu Âu. Những nghiên cứu hiện đại về khoáng vật học được thiết lập dựa trên nguyên tắc của Tính thể học (crystallography) (nguồn gốc của hình học không gian tinh thể, chỉ như thế có thể tìm lại dấu vết về những hoạt động của khoáng vật vào thế kỉ mười tám và mười chín) và dẫn đến phần nghiên cứu việc quan sát đá bằng thước đo của kính hiển vi (microscopic) với sự phát minh của kính hiển vi vào thế kỉ mười bảy.
Nhà khoa học người Đan Mạch là Nicholas Steno chính là người đầu tiên lĩnh hội định luật nhất quán về các góc giao thoa (ngoài ra cũng được biết đến là định luật 1 trong tinh thể học) trong tinh thể khoáng vật thạch anh vào năm 1669.:4 Mãi sau này thì điều này được khái quát hóa và thiết lập qua nhiều lần thử nghiệm bởi nhà khoáng vật học Jean-Baptiste L. Romé de l'Islee vào năm 1783. René Just Haüy, được biết đến như "cha đẻ của tinh thể học hiện đại", cho thấy rằng tinh thể có chu kỳ và được thiết lập để sự định hướng về bề mặt tinh thể có thể được diễn đạt dưới các hạng mục của số hữu tỷ,sau này thì nó đã được mã hóa theo chỉ số Miller.:4 Năm 1814, Jöns Jacob Berzelius giới thiệu một cách phân loại khoáng sản dựa trên những đặc tính hóa học của chúng,nó tốt hơn so với việc phân loại dựa vào cấu trúc tinh thể. William Nicol đã phát triển lăng kính Nicol (Nicol prism) – đèn phân cực, năm 1827–1828 trong khoảng thời gian ông đang nghiên cứu về gỗ hóa đá; Henry Clifton Sorby cho thấy rằng có thể xác định được khoáng vật qua một vết cắt mỏng của chúng bởi tính chất quang học khi ta sử dụng kính hiển vi phân cực (Polarizing microsope).:4:15 James D. Dana công bố xuất bản lần đầu tiên cuốn Hệ thống khoáng vật học  vào năm 1837, và những lần xuất bản sau ông có giới thiệu một cách phân loại theo hóa học của khoáng vật mà đến nay nó vẫn được xem là tiêu chuẩn.:4:15 Sự nhiễu xạ của tia tử ngoại được chứng minh bởi Max von Laue vào năm 1912, và nó được phát triển trở thành một công cụ cho việc phân tích cấu trúc tinh thể của khoáng vật bởi hai cha con nhà William William Henry Bragg và William Lawrence Bragg.:4 
Dạo gần đây, khi được thúc đẩy bởi công nghệ thử nghiệm tiên tiến (chẳng hạn như nhiễu xạ neutron) và khả năng tính toán, ta đủ khả năng mô phỏng biểu hiện của tinh thể với quy mô nguyên tử một cách cực kì chính xác. Khoa học cũng đã chia nhánh để xem xét khái quát hơn về 2 vấn đề trong lĩnh vực này, đó là hóa vô cơ và vật lý chất rắn. Dù sao vẫn giữ lại sự tập trung vào cấu trúc tinh thể thương gặp trong khoáng vật tạo đá (chẳng hạn như cấu trúc perovskit, khoáng vật sét và khoáng vật silicat). Đặc biệt là lĩnh vực nghiên cứu này đã tạo ra những bước tiến bộ trong việc am hiểu về mối quan hệ giữa cấu trúc quy mô phân tử của khoáng vật và chức năng của chúng; trong tự nhiên,sự đo lường chính xác và dự đoán về tính chất đàn hồi của khoáng vật là một ví dụ nổi bật,nó đã dẫn đến cái nhìn mới đến biểu hiện địa chấn của đá và sự không liên tục liên quan đến độ cao trong biểu đồ địa chấn của lớp phủ Trái Đất. Cuối cùng, trong phần tập trung của họ về sự liên kết giữa hiện tượng quy mô nguyên tử và tính chất vĩ mô, Khoa học khoáng sản  (như mọi người ngày nay đã biết đến một cách phổ biến) có lẽ có nhiều sự trùng lặp với khoa học vật liệu hơn bất kỳ ngành học nào khác. 

## Tính chất vật lí của khoáng sản

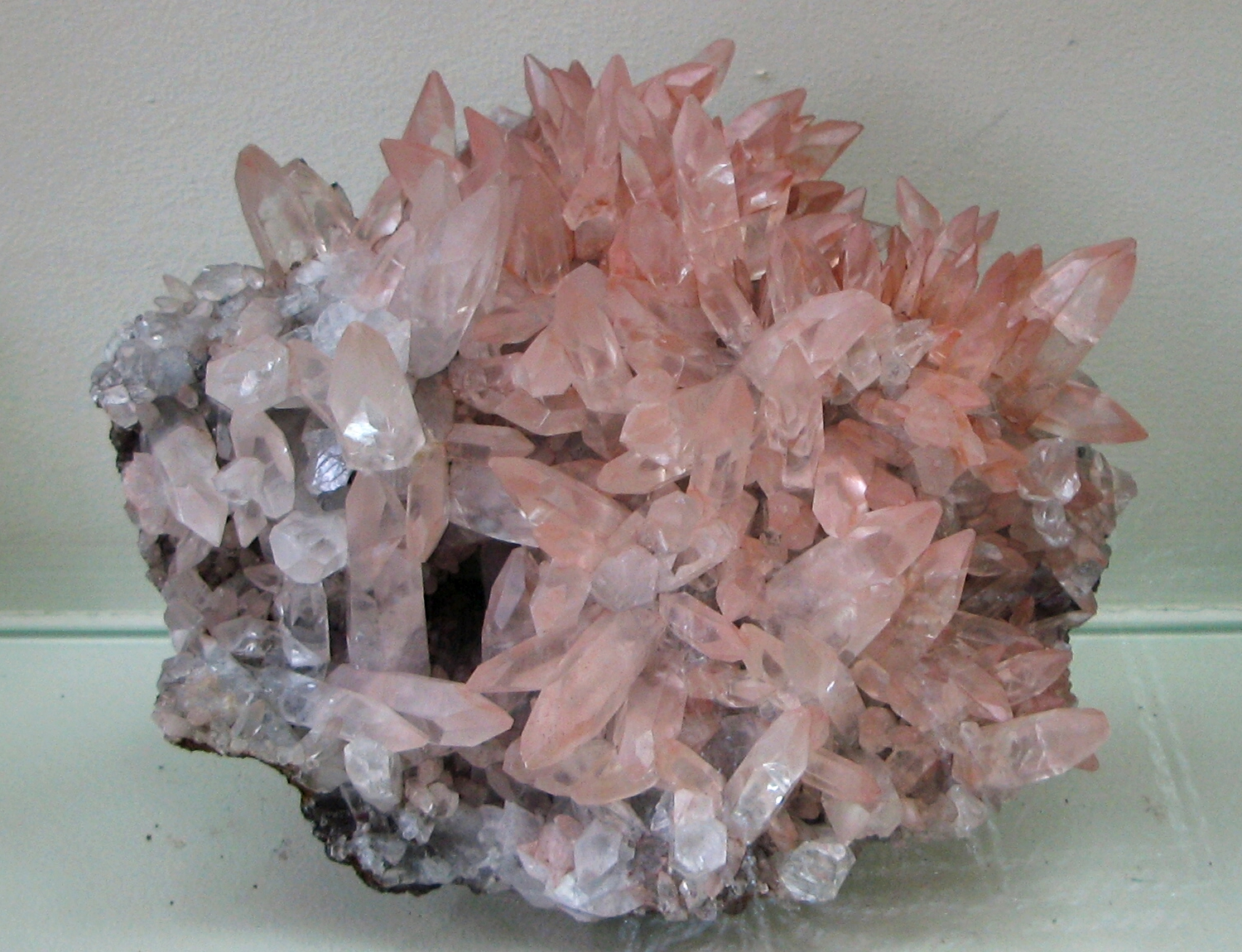
Calcit là một khoáng vật cacbonat (CaCO_{3}), có cấu trúc tinh thể là khối sáu mặt thoi, và là dạng ổn định nhất của calci cacbonat

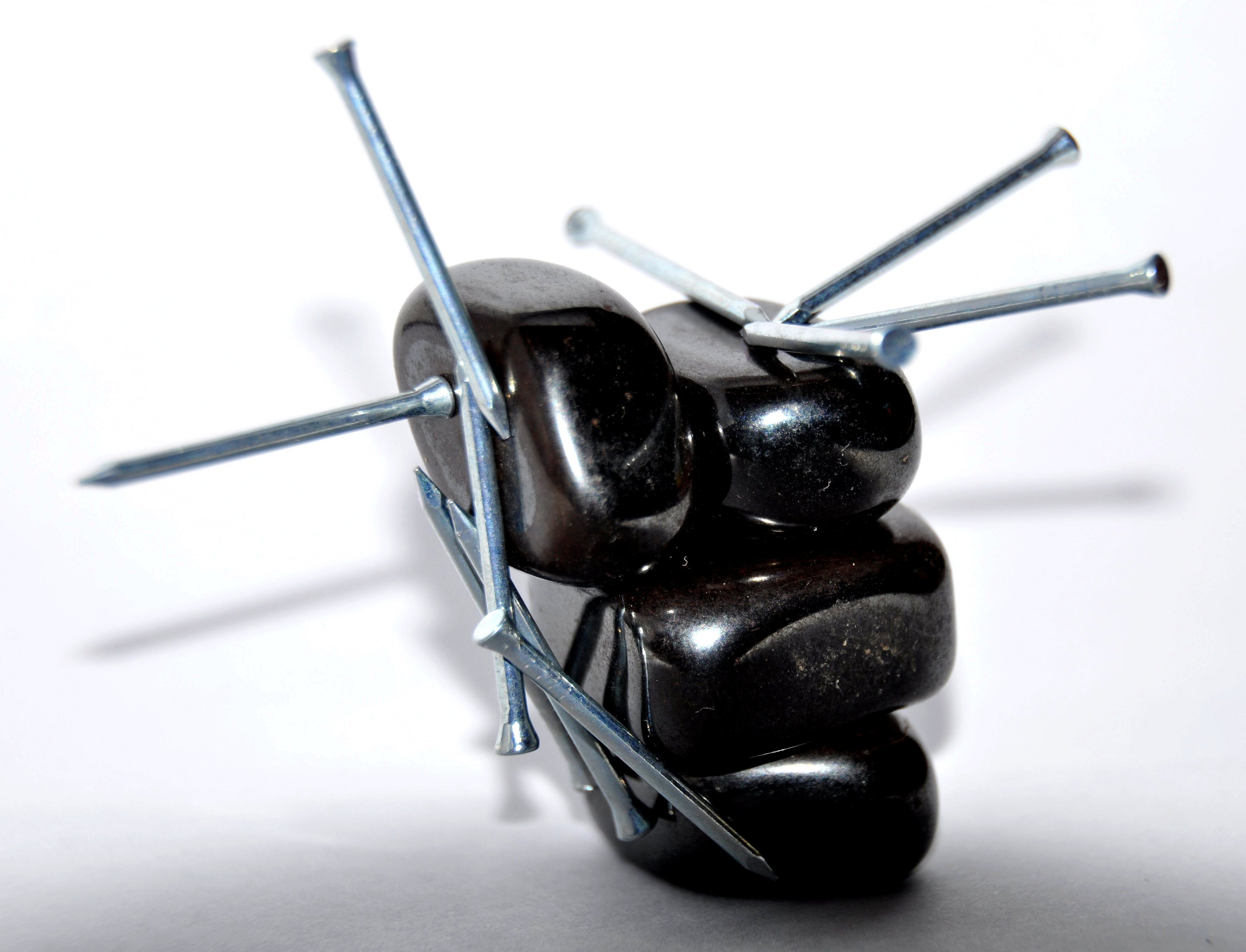
Khoáng vật magnetit, từ Tortola, quần đảo Virgin của Anh

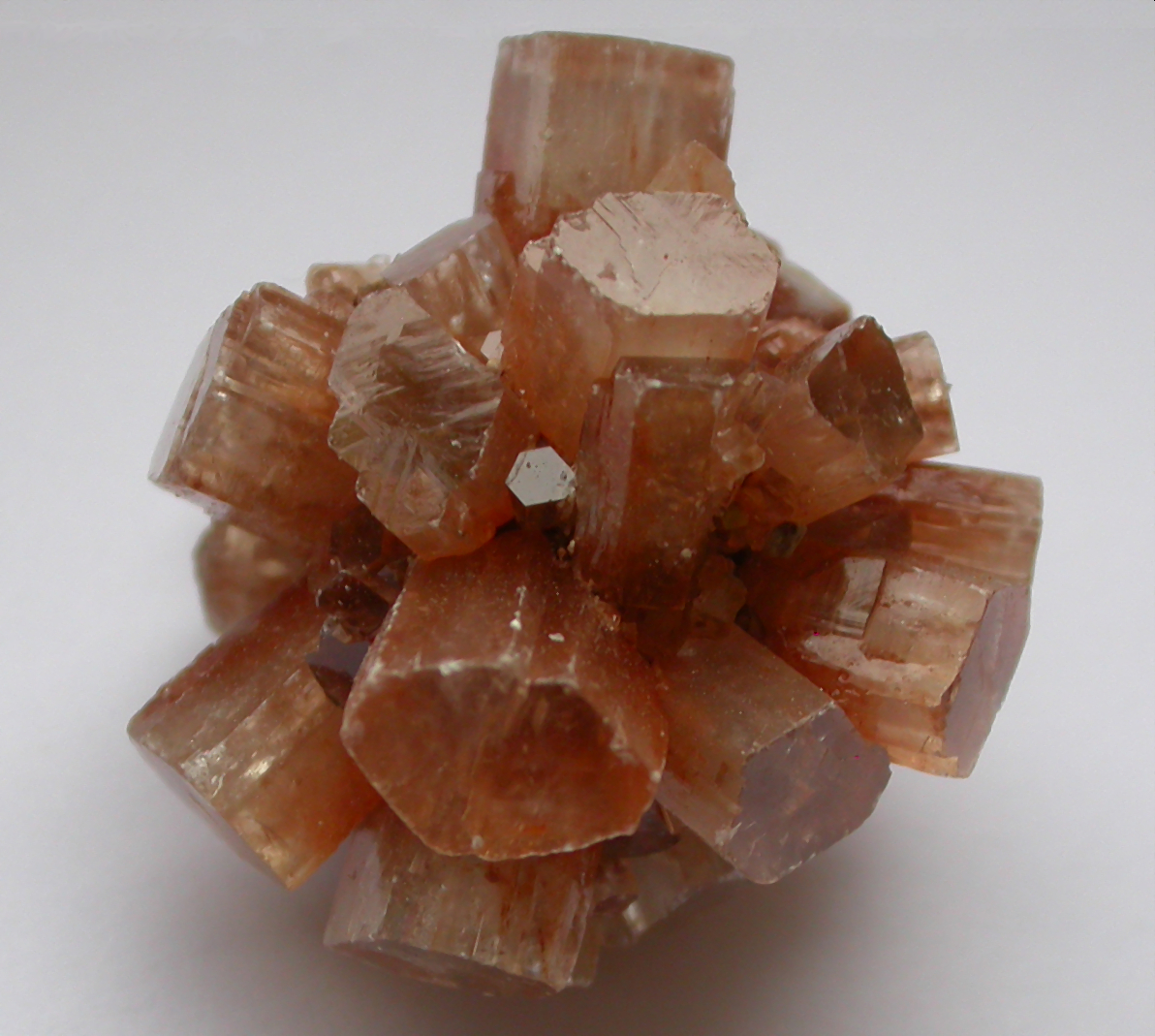
Aragonit là một dạng khác của calci cacbonat (CaCO_{3}), khác với calcit ở điểm có cấu trúc tinh thể trực thoi

Bước đầu tiên trong việc xác định một loại khoáng vật đó là ta phải xem xét tính chất vật lý của chúng,một số khoảng vật có thể được đo lường qua những mẫu thử một cách trực tiếp. Nó có thể được phân loại theo tỉ trọng (thường được gọi là trọng lượng riêng); Các đặc điểm này bao gồm: cấu tạo tinh thể, kích thước và độ hạt của tinh thể, vết vỡ,song tinh, cát khai, ánh, màu bên ngoài của khoáng vật (màu giả sắc), và màu của bột khoáng vật khi mài ra (màu thực của khoáng vật), độ cứng,tính chất điện và từ, trọng lượng riêng và sự hoà tan trong hiđrô chloride(HCl).:97–113:39–53
Độ cứng  được xác định bằng cách so sánh với những khoáng vật khác. Trong thang đo độ cứng Mohs, có bảng đánh giá về độ cứng của khoáng vật được xếp từ độ cứng thấp nhất là 1 (khoáng vật talc) đến độ cứng cao nhất là 10 (kim cương). Khoáng vật có độ cứng cao hơn sẽ làm trầy khoáng vật mềm hơn,vì vậy nên một mẫu vật chưa được xác định sẽ được đặt trong thang đo này dựa trên vết trầy của mẫu vật khác để lại hoặc ngược lại.Một số khoáng vật như Calcit và Kyanit có độ cứng phụ thuộc hầu hết vào hướng của vết trầy.:254–255 Độ cứng cũng có thể được đo lường bằng một thang đo chính xác tuyệt đối qua việc sử dụng sclerometer; so sanh với thang đo tuyệt đối thì thang đo độ cứng Mohs là hệ phi tính.:52
Độ bền đề cập đến cách mà khoáng vật biểu hiện khi nó bị vỡ, bị nứt, bị bẻ cong hoặc bị xé rách. Một khoáng vật có thể giòn, dễ dát mỏng, dễ cắt, dễ uốn, có tính linh hoạt và độ đàn hồi. Một sự ảnh hưởng quan trọng lên độ bền của khoáng vật là loại liên kết hóa học (chẳng hạn như Liên kết ion hoặc liên kết kim loại).:255–256 Một số đo lường khác về sự gắn kết cơ học thì mặt cắt  của khoáng vật có xu hướng vỡ dọc theo mặt phẳng tinh thể. Nó được miêu tả bởi chất lượng (ví dụ là hoàn hảo hoặc ổn) và sự định hướng của mặt phẳng trong thuật ngữ của tinh thể học. Sự phân tách thì lại có xu hướng vỡ dọc theo mặt phẳng có điểm yếu nhờ vào áp lực đặt vào,song tinh hoặc giải phóng. Trong trường hợp cả hai kiểu vỡ này không xảy ra, gãy theo hình dạng xương là một loại được hình ít bất trật tự hơn,đó có thể là hình nón (có những đường cong và mịn như bên trong vỏ sò), xơ, vỡ vụn, lởm chởm (với những vết khía có phần rìa sắt nhọn) hoặc không đồng đều.:253–254 
Nếu khoáng vật được tinh thể hóa trong một điều kiện thuận lợi và tốt nhất, nó sẽ có một dạng tập hợp khoáng vật đặc biệt (chẳng hạn như lục giác, cột, botryoidal) mà nó phản ánh lên cấu trúc tinh thể hoặc trật tự sắp xếp nguyên tử bên trong khoáng vật.:40–41 Nó cũng bị ảnh hưởng bởi những khiếm khuyết tinh thể và hiện tượng song tinh. Nhiều tinh thể đa hình, có khả năng cho ra nhiều hơn là một cấu trúc tinh thể, nó dựa vào những yếu tố như là áp suất và nhiệt độ.:66–68:126

## Cấu trúc tinh thể
Bản mẫu:Bài học thuật chính

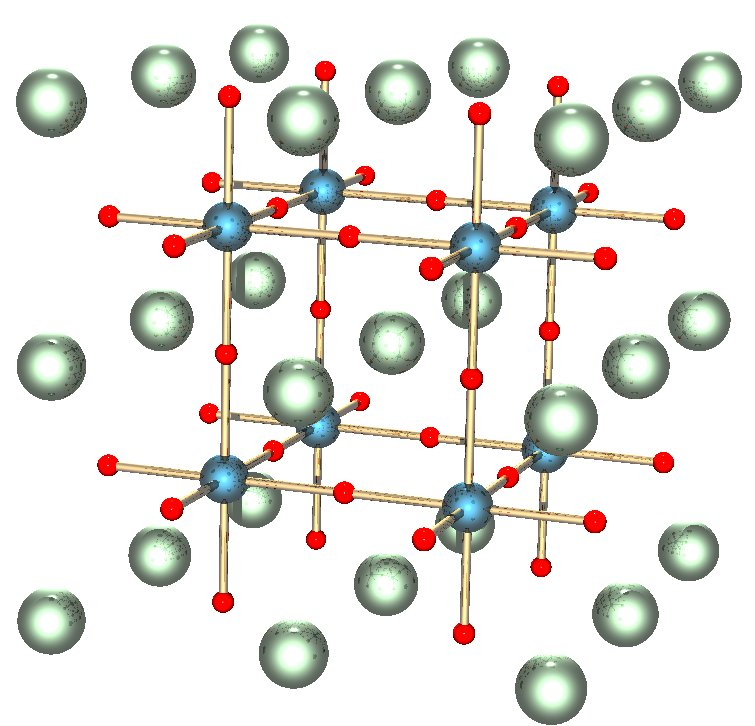
cấu trúc tinh thể perovskite. Khoáng vật bridgmanite là khoáng vật phổ biến nhất trên Trái Đất cũng có cấu trúc này. Công thức hóa học của chúng là (Mg,Fe)SiO_{3}; Hạt có màu đỏ chính là oxi, hạt màu xanh lam là silicon và hạt màu xanh lục là Magie hoặc sắt.

Cấu tạo tinh thể là sự sắp xếp của các nguyên tử trong tinh thể. Nó được tượng trưng bởi những nhóm điểm dạng lưới (Crystal lattice) được đặt lặp đi lặp lại theo một khuôn cơ bản trong không gian ba chiều, còn được gọi là ô đơn vị (Unit cell). Mạng tinh thể được đặc trưng hóa bởi tính đối xứng và chiều không gian trong ô đơn vị của nó. Chiều không gian này được tượng trưng 3 chỉ số Milller.:91–92 Mạng tinh thể sẽ giữ duy trì không đổi bởi tổ chức đối xứng đối với bất cứ điểm nào trong mạng lưới: phản chiếu (Reflection symmetry), quay (Rotational symmetry), nghịch đảo (Point reflection), và quay nghịch đảo (Improper rotation) là một sự kết hợp của việc quay và phản chiếu. Tập hợp lại, chúng tạo ra một vật mang tính toán học được gọi là nhóm điểm tinh thể (Crystallographic point group) hoặc lớp tinh thể. Có tất cả là 32 lớp tinh thể. Ngoài ra, nhóm không gian của một cấu trúc tinh thể được tạo thành từ các phép đối xứng tịnh tiến (Translational symmetry) bổ sung vào các phép đối xứng của các nhóm điểm. Khi kết hợp với những điểm đối xứng, chúng tạo ra tổng cộng 230 nhóm không gian (Space group).:125–126
Hầu hết các khoa đại chất đều có bột có khả năng nhiễu xạ (Powder diffraction) tia Tử ngoại để phân tích cấu tạo tinh thể của khoáng vật.:54–55 X-rays có bước sóng giống với độ lớn khoảng cách giữa các nguyên tử. Sự giao thoa cấu thành và phá hủy của sự nhiễu xạ giữa các sóng rải rác ở các nguyên tử khác nhau, dẫn đến một mô hình đặc biệt của cường độ cao và thấp dựa vào phần hình học của tinh thể. Ở một mẫu vật đã được xay nhuyễn thành bột mịn, tia X-rays lấy mẫu sự phân bố ngẫu nhiên của các hướng tinh thể. Bột nhiễu xạ có thể phân biệt giữa khoáng vật có thể xuất hiện ở mẫu thử cầm tay, ví dụ như biến thể tridymit và cristobalit:54của thạch anh.
Nhiều công thức cấu tạo khác nhau của khoáng vật đồng hình có mô hình bột nhiễu xạ giống nhau, sự khác nhau chính nằm ở khoảng cách và cường độ dòng. Ví dụ như cấu tạo tinh thể (NaCl) halit là nhóm không gian Fm3m; cấu tạo này được chia sẻ bởi sylvit (KCl), pericla (MgO), bunsenit (NiO), galen (PbS), alabandite (MnS), chlorargyrite (AgCl), và osbornite (TiN).:150–151

## Các nguyên tố hóa học

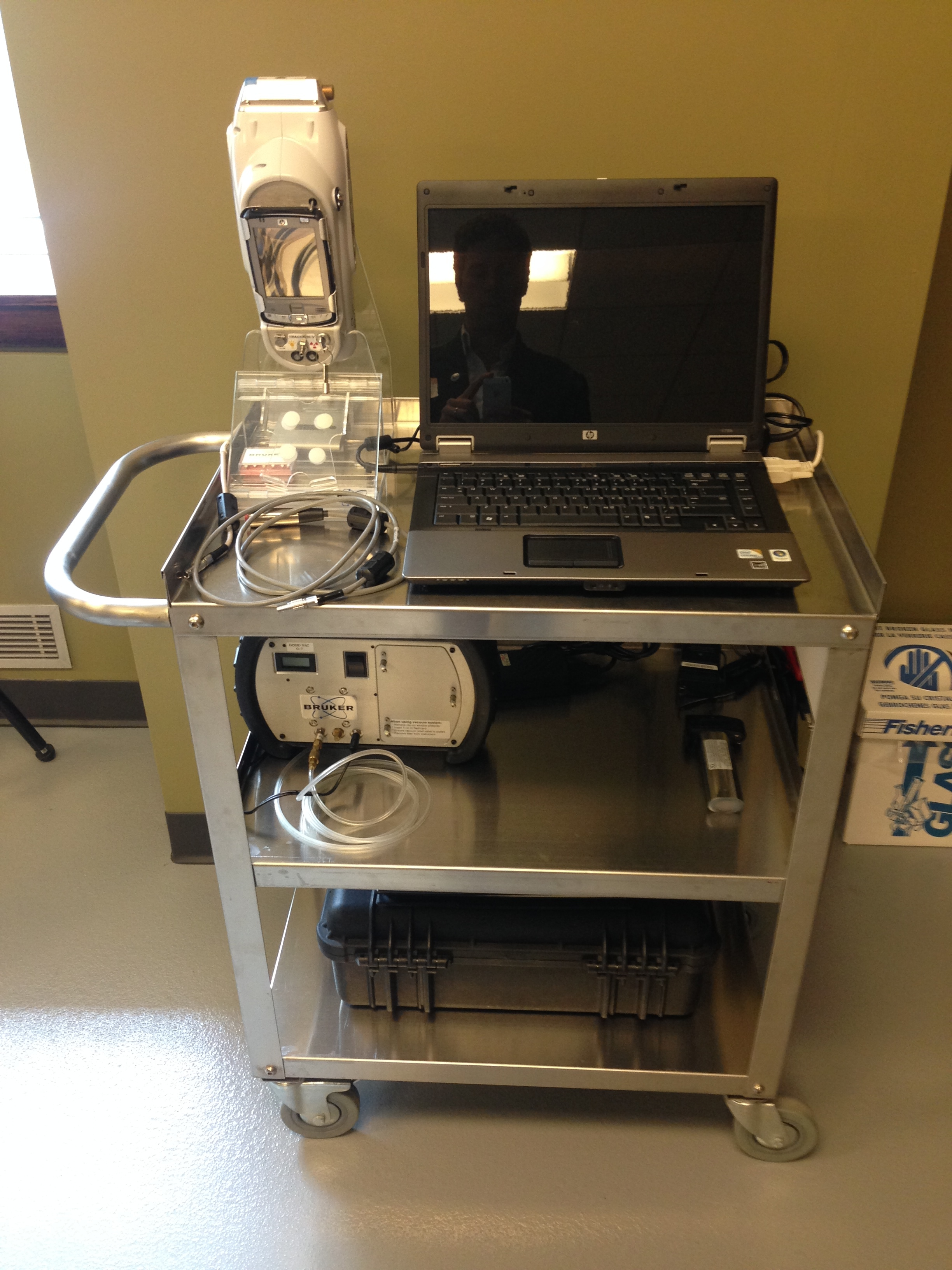
Máy huỳnh quang Micro-X di động

Một vài khoáng sản là các nguyên tố hóa học, bao gồm lưu huỳnh, đồng, bạc và vàng, nhưng chiếm phần lớn là các hợp chất. Phương pháp cơ bản để xác định thành phần của khoáng vật là dùng các hóa chất lỏng (wet chemical analysis) để tiến hành phân tích, axit clohydric (HCl) là một ví dụ do hóa chất này có thể bào mòn khoáng sản. Các nguyên tố sử dụng trong phương trình được xác định bằng phương pháp đo màu (colorimetry), phân tích thể tích (volumetric analysis) hoặc phân tích trọng lực (gravimetric analysis).:224–225
Từ năm 1960, hầu hết các phân tích hóa học đều được thực hiện bằng các thiết bị chuyên dụng. Một trong số đó là phương pháp phân tích As bằng phương pháp AAS, tương tự với việc sử dụng hóa chất lỏng ở chỗ mẫu vật vẫn sẽ bị hòa tan, nhưng hấp thu nguyên tử nhanh hơn và rẻ hơn so với phương pháp cơ bản. Dung dịch sẽ hóa hơi và quang phổ đo được từ dung dịch nằm trong phạm vi nhìn thấy được và tia tử ngoại.:225–226 Một số kỹ thuật khác gồm tia-X huỳnh quang (X-ray fluorescence), phân tích vi điện tử (electron microprobe) và quang phổ phát xạ nguyên tử (optical emission spectrography).:227–232

## Khả năng phản quang

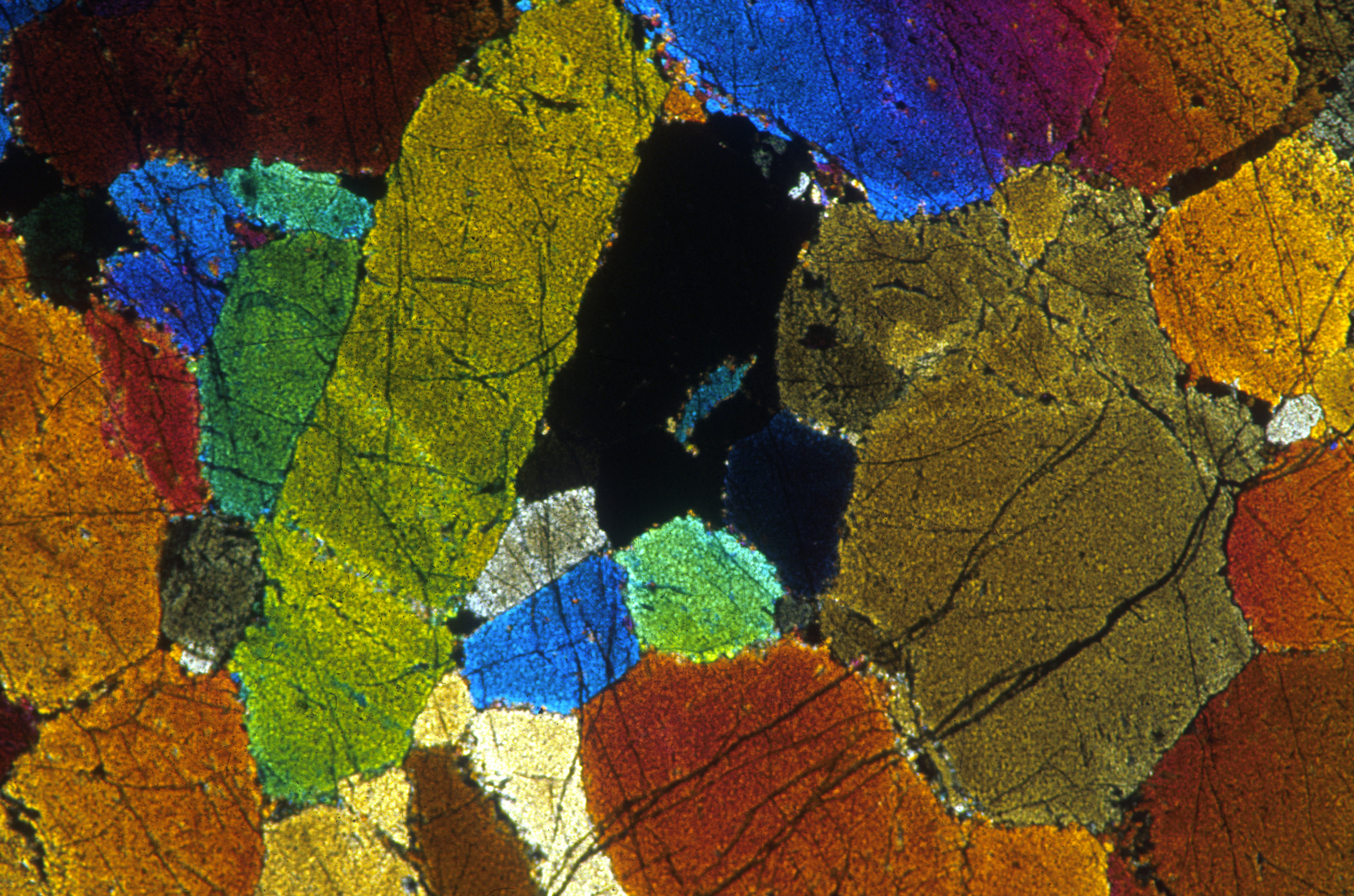
Hình ảnh chụp từ máy quang ảnh của olivine tích lũy bởi Archaean Komatiite, Agnew, Western Australia.

### Chuyển giao ánh sáng
Khi ánh sáng được truyền từ không khí hoặc từ môi trường chân không vào một tinh thể trong suốt, một phần ánh sáng bị phản xạ ở bề mặt và phần một phần khác thì bị khúc xạ. Phần sau của ánh sáng xảy ra hiện tượng uốn cong do có sự thay đổi về tốc độ khi ánh sáng được truyền vào tinh thể; Theo định luật Snell (Snell's law) độ cong của góc uốn liên quan đến chỉ số khúc xạ (chiết xuất), tỷ lệ tốc độ trong môi trường chân không so với tốc độ trong tinh thể. Những tinh thể có điểm đối xứng là ‘’đẳng hướng’’ khi điểm rơi của chung là hệ tinh thể lập phương: các tính chất của tinh thể không phụ thuộc vào hướng của điểm rơi. Các tinh thể khác đều là ‘’dị hướng’’: Ánh sáng truyền xuyên qua chúng bị tách thành hai quang tuyến phân cực di chuyển với tốc độ và góc khác nhau :289–291
Kính hiển vi phân cực có chức năng tương tự như kính hiển vi thông thường, nhưng nó có hai bộ lọc phân cực dạng phẳng, một kính lọc phân tử được đặt dưới mẫu vật và thiết bị phân tích đặt trên nó, cả hai phân cực đều thẳng góc với nhau. Ánh sáng được truyền qua bộ phân cực, mẫu vật và thiết bị phân tích. Nếu như không có mẫu vật, thiết bị phân tích sẽ chặn toàn bộ ánh sáng từ bộ phân cực. Tuy nhiên, khoáng sản được sử dụng như mẫu vật là dị hướng, thường sẽ làm thay đổi sự phân cực của một vài tia sáng có thể truyền qua. Những phần mỏng hoặc bột được lấy từ khoáng vật có thể sử dụng làm mẫu vật.:293–294
Khi quan sát một tinh thể đẳng hướng, ta chỉ quan sát được qua ống kính là rất tối do mẫu vật không có khả năng làm thay đổi sự phân cực của ánh sáng. Tuy nhiên, khi mẫu vật được ngâm trong một chất lỏng hiệu chuẩn có chiết suất khúc xạ thấp hơn và kính hiển vi bị mất tiêu điểm, một vạch sáng gọi là đường Becke xuất hiện xung quanh chu vi của tinh thể. Bằng việc quan sát sự hữu hình hoặc vô hình của các vạch sáng trong chất lỏng với các chỉ số khác nhau, chỉ số của tinh thể có thể được ước tính, con số này thường rơi vào phạm vi sấp xỉ ± 0.003.:294–295

## Hệ thống khoáng sản

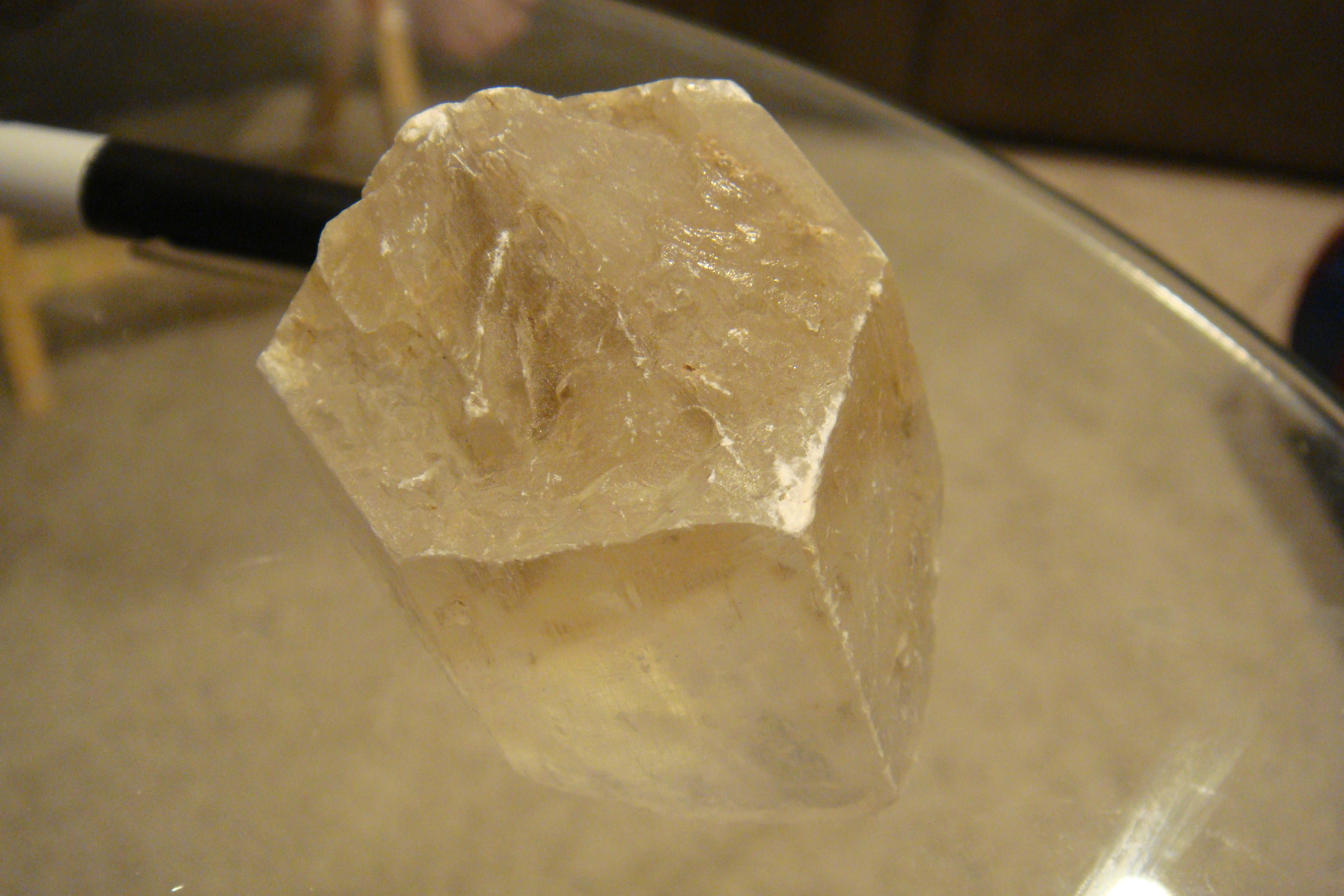
Hanksit, Na_{22}K(SO_{4})_{9}(CO_{3})_{2}Cl, một trong số ít khoáng vật có hàm lượng cacbon và sunfat trong cấu tạo

Khoáng vật học có hệ thống là việc xác định và phân loại được tính chất của chúng. Trong lịch sử, khoáng vật học chỉ tập trung chủ yếu vào cách phân loại khoáng vật tạo đá. Vào năm 1959, Hiệp hội liên hiệp quốc về khoáng vật học (International Mineralogical Association) đã thành lập Ủy ban tân khoáng vật và đặt tên khoáng sản để hợp lí hóa danh pháp và điều chỉnh việc giới thiệu tên mới của chúng. Vào tháng 7 năm 2006, Ủy ban cũ đã được sáp nhập với Ủy ban phân loại khoáng vật để trở thành Ủy ban tân khoáng vật, đặt tên và phân loại khoáng sản. Có hơn 6,000 khoáng sản được đặt tên và chưa có tên, và khoảng 100 loại được phát hiện mỗi năm. ‘’Cẩm nang’’ về khoáng vật học phân các khoáng sản theo các loại: nguyên tố tự nhiên, sulfide (sulfides), muối sulfide (sulfosalts), oxit và hydroxide (oxides and hydroxides), halide (halides), cacbonat, nitrat và borat (carbonates, nitrates and borates), sulfat, cromat, molydbat và tungstat (sulfates, chromates, molybdates and tungstates), phosphat, arsenat và vanadate (phosphates, arsenates and vanadates), and silicat (silicates).

## Những nguyên tố hình thành địa chất
Sự hình môi trường khoáng sản phát triển với một tốc độ rất nhanh và cực kỳ đa dạng, sự đa dạng này được thể hiện ở việc các khoáng vật được kết tinh một cách chậm rãi ở nhiệt độ cao và áp suất nóng chảy từ sâu trong lớp vỏ Trái Đất đến sự lắng đọng hình thành trầm tích của nước biển ở nhiệt độ thấp trên bề mặt Trái Đất.
Những nguyên nhân khác nhau có thể gây nên sự thành hệ địa chất bao gồm: 
Sự thăng hoa (sublimation) từ khí núi lửa khi xảy ra phun trào
Sự lắng đọng của các dung dịch nước và nước muối thủy nhiệt
Sự kết tinh của đá núi lửa (igneous), mắc ma hoặc dung nham
Sự tái kết tinh dựa vào quá trình biến chất của đá và các quá trình biến đổi hóa học (metasomatism) trong đá
Sự kết tinh trong suốt quá trình hình thành nền trầm tích mới
Sự hình thành tạo nên bởi quá trình oxy hóa và phong hóa của đá do tiếp xúc trực tiếp với không khí) hoặc với môi trường đất.

## Sinh khoáng học
Sinh khoáng học là một lĩnh vực được giao thoa giữa khoáng vật học, cổ sinh vật học và sinh học. Đây là ngành học chuyên nghiên cứu về cách thức duy trì, ổn định hàm lượng khoáng sản trong tự nhiên dưới sự kiểm soát sinh học của thực vật và động vật, đáp án của sự cân bằng này là trình tự thay thế khoáng chất của chúng sau quá trình lắng đọng. Quá trình này sử dụng các kỹ thuật từ hóa khoáng học, đặc biệt là những nghiên cứu về đồng vị, để xác định chính xác những thứ như quá trình tăng trưởng của động-thực vật sống= B cũng như những thành phần khoáng sản ban đầu có chứa trong những hóa thạch. 
Để tiếp cận các khoáng vật nhằm mục đích nghiên cứu, một phương thức mới được gọi là dùng sự tiến hóa của khoáng sản (mineral evolution) để dò tìm sự đồng tiến hóa của hệ sinh quyển và địa quyển ở một khu vực nhất định, bao gồm vai trò của khoáng vật trong nguồn gốc của sự sống, là yếu tố quan trọng quá trình tổng hợp khoáng chất xúc tác và sự hấp thu có chọn lọc các phân tử hữu cơ có trên bề mặt khoáng sản. 
Sinh khoáng học[chỉnh sửa]
Sinh khoáng học là một lĩnh vực được giao thoa giữa khoáng vật học, cổ sinh vật học và sinh học. Đây là ngành học chuyên nghiên cứu về cách thức duy trì, ổn định hàm lượng khoáng sản trong tự nhiên dưới sự kiểm soát sinh học của thực vật và động vật, đáp án của sự cân bằng này là trình tự thay thế khoáng chất của chúng sau quá trình lắng đọng.[16] Quá trình này sử dụng các kỹ thuật từ hóa khoáng học, đặc biệt là những nghiên cứu về đồng vị, để xác định chính xác những thứ như quá trình tăng trưởng của động-thực vật sống[17][18] cũng như những thành phần khoáng sản ban đầu có chứa trong những hóa thạch.[19]
Để tiếp cận các khoáng vật nhằm mục đích nghiên cứu, một phương thức mới được gọi là dùng sự tiến hóa của khoáng sản để dò tìm sự đồng tiến hóa của hệ sinh quyển và địa quyển ở một khu vực nhất định, bao gồm vai trò của khoáng vật trong nguồn gốc của sự sống, là yếu tố quan trọng quá trình tổng hợp khoáng chất xúc tác và sự hấp thu có chọn lọc các phân tử hữu cơ có trên bề mặt khoáng sản.[20][21]

### Hệ sinh thái của khoáng sản
Vào năm 2011, đã có rất nhiều nhà nghiên cứu bắt đầu việc phát triển một viện nghiên cứu cơ sở dữ liệu tiến hóa của các loại khoáng sản. Cơ sở dữ liệu này tích hợp một diễn đàn có rất đông thành viên đóng góp – Mindat.org, nơi có hơn 690,000 cặp khoáng sản đặc trưng cho vị trí địa lí của chúng, với danh sách IMA chính thức về khoáng sản và dữ liệu tuổi tác của chúng dựa trên các ấn phẩm địa chất.
Cơ sở dự liệu này làm khả thi hóa việc áp dụng số liệu thống kê để trả lời những câu hỏi cũng như những thắc mắc chưa có lời giải mà ngày nay người ta thường đặt ra, hệ sinh thái của khoáng sản là chìa khóa để giải đáp những khúc mắc này. Câu hỏi được đặt ra nhiều nhất là sự tiến hóa của khoáng sản có bao nhiêu phần trăm khả thi (deterministic) và cơ hội thành công chính xác là bao nhiêu. Một số yếu tố có tính chất quyết định, điển hình như là các tính chất hóa học của khoáng sản và điều kiện để chúng ổn định hình thái (stability) của mình; nhưng khoáng vật học cũng có thể bị tác động bởi các quá trình kiến tạo của các thành phần tồn tại trong hành tinh. Trong một bài báo được viết vào năm 2015, Robert Hazen và những nhà khoa học khác đã phân tích được số lượng khoáng sản liên quan đến các nguyên tố cũng như những chức năng phóng phú, đa dạng và đa dụng của chúng. Những nhà khoa học này đã phát hiện được trên Trái Đất có hơn 4800 khoáng sản đã được đặt tên và biết đến, ngoài ra còn 72 nguyên tố, giữa chúng tồn tại một mối quan hệ liên quan đến định luật năng lượng (power law). Mặt Trăng là ví dụ, với chỉ 63 loại khoáng sản và 24 nguyên tố được phát hiện (dựa trên một mẫu vật nhỏ hơn nhiều) và về cơ bản thì chúng có cùng mối quan hệ. Điều này có hàm ý rằng những thành phần hóa học phân bố trên khắp hành tinh, nhờ sự phân bố rộng đó nên những nhà khoa học có thể dự đoán được thêm nhiều khoáng chất phổ biến đang tồn tại ở đâu, dạng nào. Tuy nhiên, sự phân bối khoáng vật có một sự kéo dài (long tail) theo hướng tiêu cực trong quá khứ, với chỉ 34% lượng khoáng sản tìm được ở một hoặc hai khu vực. Theo mô hình dự đoán được còn hàng ngàn những loại khoáng sản khác đang chờ để được khám phá, hoặc đã hoàn thành quá trình kết tinh và sau đó bị xói mòn, vùi sâu hơn vào lòng đất hoặc các quá trình khác làm ảnh hưởng đến sự tồn tại của chúng. Điều này có ngụ ý rằng tỉ lệ hình thành khoáng sản quí xảy ra cần phải tinh chỉnh, đảm bảo được từng cơ hội một.
Trong những tập dữ liệu lớn có một ứng dụng khác rất cần thiết, lý thuyết mạng (network theory) đã được áp dụng vào tập dữ liệu của những khoáng sản thuộc họ cacbon, nhờ vậy đã một phần khám phá được những mẫu vật mới dựa vào sự đa dạng và vị trí phân bố của chúng. Những bản phân tích có thể cho thấy được những khoáng vật nào có xu hướng tồn tại cùng nhau và những điều kiện tồn tại (địa chất, vật lí, hóa học và sinh học) có một sự liên quan nhất định đến chúng. Những tài liệu, thông tin về hệ sinh thái này có thể dùng để dự đoán được vị trí lắng cặng và thậm chí là những loại khoáng sản mới mà chưa ai biết.

### Công dụng của khoáng sản

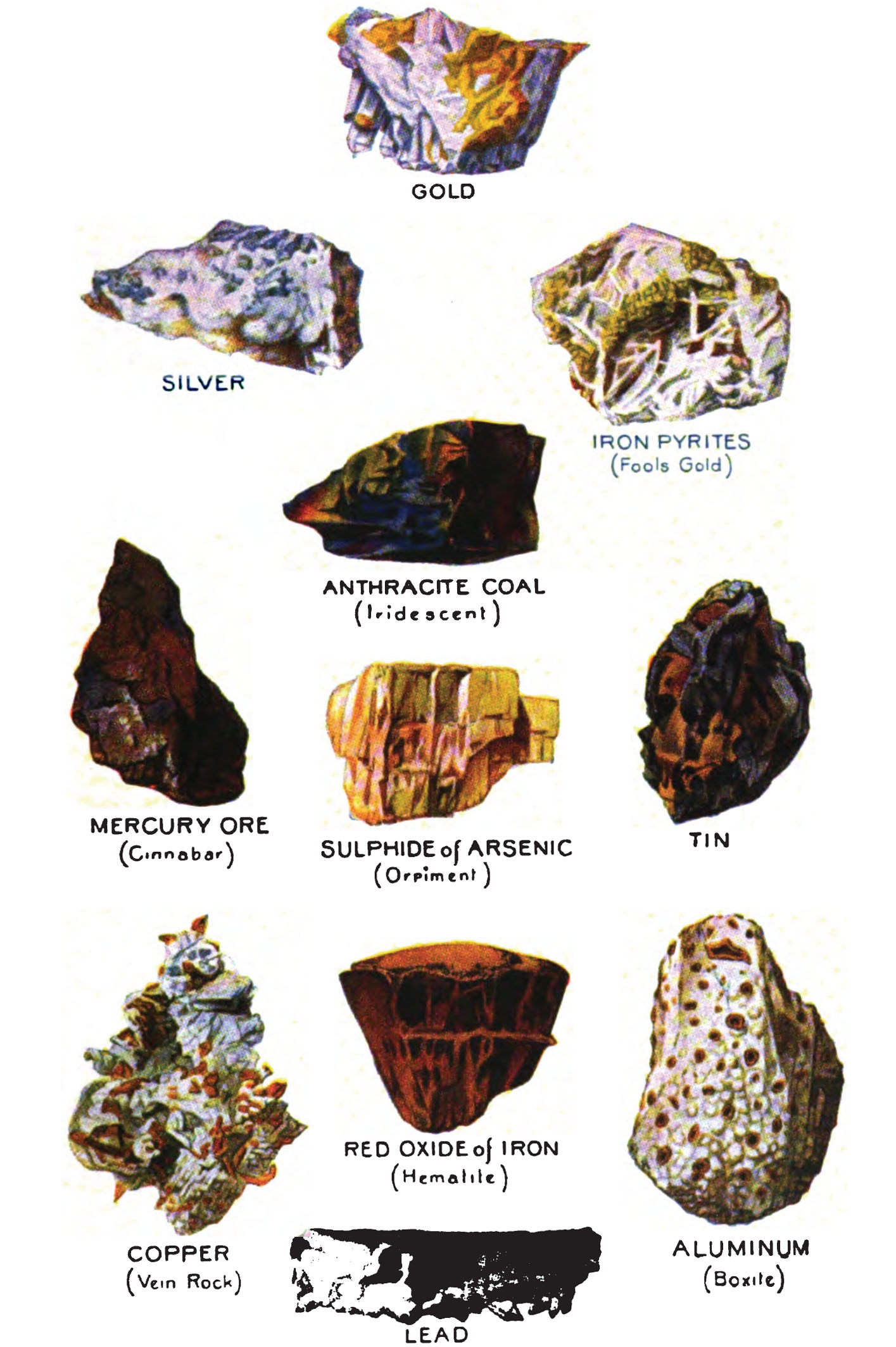
Biểu đồ hiển thị màu của một số kim loại dạng thô có giá trị thương mại.

Khoáng sản là rất cần thiết cho những nhu cầu khác nhau của mỗi người trong xã hồi ngày nay, một vài ví dụ điển hình như chúng được dùng làm quặng cho các thành phần chính của những sản phẩn kim loại dùng trong các mục đích khác nhau như thương phẩm và các thiết bị máy móc, là thành phần thiết yếu cho những vật liệu xây dựng chẳng hạn đá vôi, đá cẩm thạch, đá granit, sỏi, thủy tinh, thạch cao, xi măng, vâng vâng,.... Những khoáng sản còn được dùng như phân bón để làm phong phú lượng dưỡng chất có trong đất để thúc đẩy quá trình phát triển của cây trồng nông nghiệp.

### Việc thu thập khoáng sản
Công việc thu thập khoáng sản cũng có thể là một sở thích nghiên cứu và là sở thích của những tín đồ sưu tầm, với những câu lạc bộ và những tổ chức xã hội đại diện cho lĩnh vực này. Những viện bảo tàng, một vài nơi điển hình như bảo tàng lịch sử quốc gia tự nhiên về địa chất, đá quý và khoáng sản Smithsonian (National Museum of Natural History Hall of Geology, Gems, and Minerals), bảo tàng lịch sử tự nhiên của địa hạt Angeles (Natural History Museum of Los Angeles County), 
bảo tàng lịch sử tự nhiên, London, và bảo tàng khoáng sản tư nhân Mim ở Beirut, Liban, có rất nhiêu bộ sưu tập mẫu vật khoáng sản phổ biến được trưng bày dài hạn tại những bảo tàng đó.